# Erwin Skamrahl
Erwin Skamrahl (né le 8 mars 1958 à Oberg) est un ancien athlète ouest-allemand spécialiste du 200 mètres et du 400 mètres.

## Palmarès

### Championnats du monde d'athlétisme
- Championnats du monde d'athlétisme 1983 à Helsinki,  Finlande
  -  Médaille d'argent du relais 4 × 400 m

### Championnats d'Europe d'athlétisme
- Championnats d'Europe d'athlétisme 1982 à Athènes,  Grèce
  -  Médaille d'or du relais 4 × 400 m
  -  Médaille de bronze du relais 4 × 100 m

### Championnats d'Europe d'athlétisme en salle
- Championnats d'Europe d'athlétisme en salle 1982 à Milan,  Italie
  -  Médaille d'or sur 200 m